# 虢石父
虢 石父（かく せきほ、? - 紀元前771年頃）は、西虢の君主で、周の王族。虢公鼓とも称し、楊寛の『西周史研究』では「鼓が名で、石父は字」とする。清の梁玉縄の『古今人表考』によると、子は虢公翰と見なしている。
周の幽王が虢石父を上卿とし、祭公を司徒とし、尹球を大夫とした。石父はよくへつらって利を好み、人民に対して収奪を加えたので、国人はみな彼を怨んだ。石父は幽王に驪山の烽火台に登るよう勧め、守兵に命じて烽火に点火させ、たわむれに諸侯を召集させた。褒姒が大笑いしたので、幽王は千金を与えて石父を賞した。最後には西周の滅亡を導いた。彼自身は犬戎の先鋒隊によって殺害された。